# Cantó de Saint-Germain-Laval
El cantó de Saint-Germain-Laval és un cantó francès del departament del Loira, situat al districte de Roanne. Té 14 municipis i el cap és Saint-Germain-Laval.

## Municipis
- Amions
- Bully
- Dancé
- Grézolles
- Luré
- Nollieux
- Pommiers
- Saint-Georges-de-Baroille
- Saint-Germain-Laval
- Saint-Julien-d'Oddes
- Saint-Martin-la-Sauveté
- Saint-Paul-de-Vézelin
- Saint-Polgues
- Souternon

## Història
| Data d'elecció                           | Identitat      | Partit        | Qualitat |
| ---------------------------------------- | -------------- | ------------- | -------- |
| 1945-1958                                | Dr Boël        | Divers droite |          |
| 1958-1976                                | Robert Lugnier | CNI           |          |
| 1976-1982                                | Bernard Roire  | Divers gauche |          |
| 1982-2000                                | Bernard Roire  | RPR           |          |
| 2000-                                    | André Cellier  | Divers droite |          |
| les dades anteriors no són pas conegudes |                |               |          |
|                                          |                |               |          |

## Demografia
| A partir de 1990: Població sense dobles comptes |